# Melodifestivalen 2002

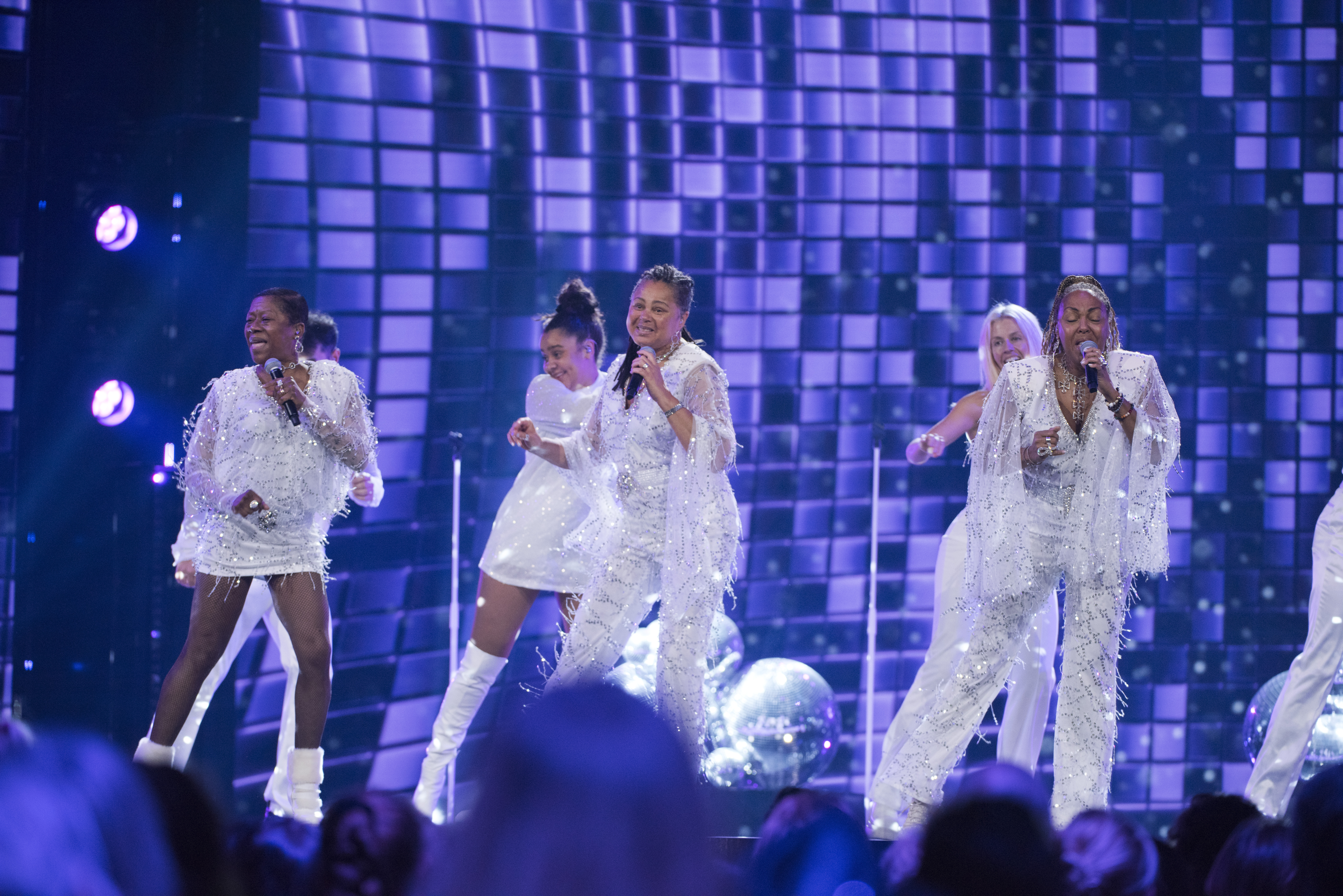
Melodifestivalen 2023. Ilustración actual, alusiva al festival.

El Melodifestivalen 2002 pasó a convertirse en una serie de cuatro semifinales celebradas en cuatro ciudades diferentes con una gran final en Estocolmo. En cada semifinal, dos canciones pasaban directamente a la final. La tercera y cuarta clasificada, pasaban a una ronda donde serían elegidas por un jurado compuesto por personalidades del mundo de la música. Otra novedad fue la posibilidad de cantar en un idioma que no fuera sueco.
Los presentadores de todas las semifinales, así como de la gran final, fueron Kristin Kaspersen y Claes Åkesson.
Se recibieron más de 1.830 canciones, de las que finalmente se seleccionaron 32.

## Semifinal en Växjö
La primera de las semifinales tuvo lugar en el Tipshall de Växjö el 19 de enero de 2002 y tuvo 2.652.000 espectadores.
| Nr. | Artista                | Canción                     | Texto/Música                                                       | Votos 1a. fase | Votos 2a. fase | Posición | Comentario          |
| --- | ---------------------- | --------------------------- | ------------------------------------------------------------------ | -------------- | -------------- | -------- | ------------------- |
| 1   | Excellence             | Last to Know                | Daniel Eklund y Brian Hobbs                                        | 16 928         | 23 081         | 4        | Segunda Oportunidad |
| 2   | Tom Nordahl            | Blue as Her Angel Eyes      | Micke Wennborn y Py Bäckman                                        | 4 137          | -              | 7        |                     |
| 3   | Barbados               | Världen utanför             | Calle Kindbom, Thomas G:son                                        | 44 899         | 52 309         | 3        | Segunda Oportunidad |
| 4   | Camilla Lindén         | Du har rört vid min själ    | Tommy Eriksson y Claes-Göran Bjerdin                               | 15 549         | -              | 5        |                     |
| 5   | Brandsta City Släckers | Kom och ta mig              | Larry Forsberg, Sven-Inge Sjöberg y Lennart Wastesson              | 59 007         | 71 194         | 1        | Gran Final          |
| 6   | Zoë                    | Hollywood-do                | Sofie Geiryd y Stefan Olsson                                       | 12 733         | -              | 6        |                     |
| 7   | Rickard Sköld          | En värld som alltid brinner | Erik Appelros, Istvan Steneberg y Rickard Sköld                    | 3 352          | -              | 8        |                     |
| 8   | Méndez                 | Adrenaline                  | Robert Wåtz, Rasmus Lindwall, Méndez, Patrik Henzel y Pablo Cepada | 45 731         | 52 632         | 2        | Gran Final          |

## Semifinal en Norrköping
La segunda semifinal tuvo lugar en el Himmelstalundshall de Norrköping el 26 de enero de 2002. 
| Nr. | Artista                            | Canción                       | Texto/Música                                 | Votos 1a. fase | Votos 2a. fase | Posición | Comentario          |
| --- | ---------------------------------- | ----------------------------- | -------------------------------------------- | -------------- | -------------- | -------- | ------------------- |
| 1   | The Poets                          | What Difference Does It Make? | Thomas G:son                                 | 22 232         | 28 560         | 3        | Segunda Oportunidad |
| 2   | Jennifer Newberry                  | Ingenting ingenting           | Tony Malm, Joakim Björklund y Jonas Sällberg | 2 360          | -              | 8        |                     |
| 3   | Javiera Muñoz                      | No hay nada más               | Lars Diedricson, Javiera Muñoz, Marcos Ubeda | 25 023         | 31 915         | 2        | Gran Final          |
| 4   | Martin                             | Du och jag (i hela världen)   | Martin Svensson                              | 5 787          | -              | 7        |                     |
| 5   | Ann-Louise Hanson y Molle Holmberg | Sluta                         | Robin Rex, Tobias Karlsson y Anders Nyman    | 9 227          | -              | 6        |                     |
| 6   | Jakob Stadell & Voice Boys         | Ge mig mitt hjärta tillbaka   | Lars Karlsson y Suzzie Tapper                | 13 604         | -              | 5        |                     |
| 7   | Afro-dite                          | Never Let It Go               | Marcos Ubeda                                 | 56 029         | 89 487         | 1        | Gran Final          |
| 8   | Annika Ljungberg                   | Sail Away                     | Johan Ramström y Patrik Magnusson            | 13 907         | 12 596         | 4        | Segunda Oportunidad |

## Semifinal en Sundsvall
La tercera semifinal tuvo lugar en el Nordichallen de Sundsvall el 2 de febrero de ]2002.
| Nr. | Artista                      | Canción                   | Texto/Música                                          | Votos 1a. fase | Votos 2a. fase | Posición | Comentario          |
| --- | ---------------------------- | ------------------------- | ----------------------------------------------------- | -------------- | -------------- | -------- | ------------------- |
| 1   | Towe Jaarnek                 | Back Again                | Kjell-Åke Norén y Towe Jaarnek                        | 9 053          | -              | 7        |                     |
| 2   | Date                         | Det innersta rummet       | Johnny Thunqvist y Patrik Tibell                      | 14 127         | 17 674         | 4        | Segunda Oportunidad |
| 3   | Linda Grip                   | You're the Best Thing     | Marcus Black y Linda Grip                             | 2 679          | -              | 8        |                     |
| 4   | Arvingarna                   | Ingenting är större än vi | Thomas G:son                                          | 10 186         | -              | 6        |                     |
| 5   | Östen med Resten             | Hon kommer med solsken    | Larry Forsberg, Sven-Inge Sjöberg y Lennart Wastesson | 33 570         | 46 553         | 1        | Gran Final          |
| 6   | Rolf Carlsson                | Tidig är tiden            | Rolf Carlsson y Markku Reingold                       | 11 000         | 19 104         | 3        | Segunda Oportunidad |
| 7   | Sylvia Vrethammar            | Hon är en annan nu        | Tomas Enochsson y Dan Hylander                        | 10 251         | -              | 5        |                     |
| 8   | Hanna Hedlund y Lina Hedlund | Big Time Party            | Lotta Ahlin y Tommy Lydell                            | 21 821         | 23 093         | 2        | Gran Final          |

## Semifinal en Falun
La cuarta y última semifinal tuvo lugar en Lugn de la ciudad de Falun el 8 de febrero de 2002, y tuvo 2.968.000 espectadores.
| Nr. | Artista                                                | Canción                  | Texto/Música                                  | Votos 1a. fase | Votos 2a. fase | Posición | Comentarios         |
| --- | ------------------------------------------------------ | ------------------------ | --------------------------------------------- | -------------- | -------------- | -------- | ------------------- |
| 1   | Carina Jaarnek                                         | Son of a Liar            | Marcos Ubeda                                  | 14 186         | 25 578         | 4        | Segunda Oportunidad |
| 2   | Solo                                                   | Ge mig himlen för en dag | Jonas Ohlson, Niclas Eriksson y Ulf Georgsson | 9 447          | -              | 7        |                     |
| 3   | Niklas Andersson                                       | I Want You               | Svante Persson y Micke Wedberg                | 8 354          | -              | 8        |                     |
| 4   | Friends                                                | The One That You Need    | Pontus Assarson och Henrik Sethsson           | 24 584         | 40 188         | 2        | Gran Final          |
| 5   | The Honeydrops                                         | It Takes 2               | Mats Hedström                                 | 10 277         | -              | 6        |                     |
| 6   | Elisabeth Andreassen, Kikki Danielsson y Lotta Engberg | Vem é dé du vill ha      | Thomas G:son y Calle Kindblom                 | 69 514         | 66 048         | 1        | Gran Final          |
| 7   | Jan Johansen                                           | Sista andetaget          | Thomas Thörnholm y Dan Attlerud               | 23 201         | 29 140         | 3        | Segunda Oportunidad |
| 8   | Fredrik Wännman                                        | Vackrare nu              | Fredrik Wännman                               | 11 214         | -              | 5        |                     |

## Segunda Oportunidad
Dicho proceso tuvo lugar el 22 de febrero de 2002 para seleccionar los dos temas que pasarían a la gran final entre todas las canciones que se habían clasificado en tercera o cuarta posición. El jurado estaba compuesto por Anders Berglund, Siw Malmkvist, Svante Thuresson, Charlotte Nilsson, Roger Pontare, Jill Johnson, Lasse Holm, Claes af Geijerstam, Nanne Grönvall y Tommy Nilsson.
Se eligieron el tema de Barbados junto al de Jan Johansen.

## Final en Estocolmo
La final se celebró en el Globe Arena de la capital sueca el 1 de marzo de 2002.
Tras las cuatro semifinales, Afro-dite era la gran favorita y el periodista Per Bjurman del rotativo Aftonbladet la consideró a 26 de enero de ese año como la gran ganadora.
| Nr. | Artista                                                | Canción                | Puntos | Posición |
| --- | ------------------------------------------------------ | ---------------------- | ------ | -------- |
| 1   | Afro-dite                                              | Never Let It Go        | 248    | 1        |
| 2   | Brandsta City Släckers                                 | Kom och ta mig         | 88     | 5        |
| 3   | Javiera Muñoz                                          | No hay nada más        | 71     | 6        |
| 4   | Barbados                                               | Världen utanför        | 90     | 4        |
| 5   | Hanna Hedlund y Lina Hedlund                           | Big Time Party         | 43     | 9        |
| 6   | Östen med Resten                                       | Hon kommer med solsken | 33     | 10       |
| 7   | Friends                                                | The One That You Need  | 46     | 8        |
| 8   | Elisabeth Andreassen, Kikki Danielsson y Lotta Engberg | Vem é dé du vill ha    | 100    | 3        |
| 9   | Jan Johansen                                           | Sista andetaget        | 65     | 7        |
| 10  | Méndez                                                 | Adrenaline             | 162    | 2        |

## Sistema de votación
| Artista    | Luleå | Umeå | Sunds. | Falun | Karls. | Örebro | Norrk. | Gotem. | Växjö | Malmö | Estoc. | Total Jurado | % llamadas | Ptos. Teléfono | Total | Posición |
| ---------- | ----- | ---- | ------ | ----- | ------ | ------ | ------ | ------ | ----- | ----- | ------ | ------------ | ---------- | -------------- | ----- | -------- |
| Afro-dite  | 12    | 8    | 6      | 12    | 12     | 12     | 12     | 12     | 8     | 10    | 12     | 116          | 162.612    | 132            | 248   | 1        |
| Brandsta   | -     | -    | -      | -     | -      | -      | -      | -      | -     | -     | -      | 0            | 147.700    | 88             | 88    | 5        |
| Javiera    | 8     | -    | 2      | 1     | 4      | 10     | 10     | 10     | 10    | 12    | 4      | 71           | 39.978     | -              | 71    | 6        |
| Barbados   | -     | 12   | -      | -     | 8      | 6      | 8      | -      | 6     | -     | 6      | 46           | 94.770     | 44             | 90    | 4        |
| Hanna/Lina | 10    | 6    | 10     | 2     | 2      | -      | 1      | 6      | 2     | 4     | -      | 43           | 19.226     | -              | 43    | 9        |
| Östen m.r. | 4     | -    | 4      | -     | 1      | 1      | -      | -      | -     | -     | 1      | 11           | 59.149     | 22             | 33    | 10       |
| Friends    | 6     | 10   | 1      | 6     | -      | 8      | 4      | 8      | -     | 1     | 2      | 46           | 58.634     | -              | 46    | 8        |
| K, B & L   | -     | 4    | -      | 10    | -      | -      | -      | 2      | 4     | 6     | 8      | 34           | 136.175    | 66             | 100   | 3        |
| Johansen   | 1     | 2    | 8      | 8     | 6      | 2      | 2      | 1      | 12    | 2     | 10     | 54           | 58.668     | 11             | 65    | 7        |
| Méndez     | 2     | 1    | 12     | 4     | 10     | 4      | 6      | 4      | 1     | 8     | -      | 52           | 149.406    | 110            | 162   | 2        |